# GBA Championship Basketball: Two-on-Two
GBA Championship Basketball: Two-on-Two est un jeu vidéo de basketball développé par Gamestar et publié par Activision à partir de 1986 sur Apple II, Commodore 64, Amiga, Atari ST, IBM PC, ZX Spectrum et Amstrad CPC. Le jeu permet de jouer des matchs de basket qui opposent deux équipes de deux basketteurs. Il peut se jouer seul ou à deux, les deux joueurs pouvant faire équipe ou s’opposer. Chaque joueur ne contrôle qu’un seul basketteur, les autres étant gérés par le programme. Le jeu propose également deux niveaux de difficulté différents.

## Accueil
| GBA Championship Basketball |      |       |
| Média                       | Nat. | Notes |
| Computer Gamer              | GB   | 75 %  |
| Crash                       | GB   | 40 %  |
| Dragon Magazine             | US   | 4/5   |
| Gen4                        | FR   | 88 %  |
| Zzap!64                     | GB   | 73 %  |